# Woodloch (Teksas)
Woodloch je gradić u američkoj saveznoj državi Teksas. Prema popisu stanovništva iz 2010. u njemu je živjelo 207 stanovnika.